# نارک آصلانیان
نارک آصلانیان (ارمنی: Նարեկ Ասլանյան؛ زادهٔ ۴ ژوئن ۱۹۹۶ در ایروان) بازیکن فوتبال در پست هافبک اهل ارمنستان است.

## باشگاهی
از باشگاه‌هایی که در آن بازی کرده‌است می‌توان به باشگاه فوتبال پیونیک، گاندزاسار کاپان اشاره کرد.

### آمار باشگاهی
| باشگاه          | فصل                              | لیگ               | لیگ    | لیگ  | جام حذفی | جام حذفی | یوفا   | یوفا | دیگر   | دیگر | مجموعا | مجموعا |
| باشگاه          | فصل                              | لیگ               | حضورها | گل‌ها | حضورها   | گل‌ها     | حضورها | گل‌ها | حضورها | گل‌ها | حضورها | گل‌ها   |
| --------------- | -------------------------------- | ----------------- | ------ | ---- | -------- | -------- | ------ | ---- | ------ | ---- | ------ | ------ |
| پیونیک          | لیگ برتر فوتبال ارمنستان ۱۳–۲۰۱۲ | لیگ برتر ارمنستان | ۶      | ۰    | ۲        | ۰        | ۰      | ۰    | –      | –    | ۸      | ۰      |
| پیونیک          | ۱۴–۲۰۱۳                          | لیگ برتر ارمنستان | ۱۷     | ۱    | ۳        | ۰        | ۰      | ۰    | ۰      | ۰    | ۲۰     | ۱      |
| پیونیک          | ۱۵–۲۰۱۴                          | لیگ برتر ارمنستان | ۱۵     | ۵    | ۲        | ۰        | ۲      | ۰    | ۰      | ۰    | ۱۹     | ۵      |
| پیونیک          | ۱۶–۲۰۱۵                          | لیگ برتر ارمنستان | ۴      | ۰    | ۱        | ۰        | ۰      | ۰    | ۰      | ۰    | ۵      | ۰      |
| پیونیک          | ۱۷–۲۰۱۶                          | لیگ برتر ارمنستان | ۲۶     | ۱    | ۵        | ۰        | ۱      | ۰    | –      | –    | ۳۲     | ۱      |
| پیونیک          | ۱۸–۲۰۱۷                          | لیگ برتر ارمنستان | ۱۷     | ۰    | ۱        | ۰        | ۲      | ۰    | –      | –    | ۲۰     | ۰      |
| پیونیک          | مجموعا                           | مجموعا            | ۸۵     | ۷    | ۱۴       | ۰        | ۵      | ۰    | ۰      | ۰    | ۱۰۴    | ۷      |
| گاندزاسار کاپان | ۱۹–۲۰۱۸                          | لیگ برتر ارمنستان | ۱۱     | ۰    | ۲        | ۰        | ۰      | ۰    | ۱      | ۰    | ۱۴     | ۰      |
| گاندزاسار کاپان | ۲۰–۲۰۱۹                          | لیگ برتر ارمنستان | ۱۰     | ۰    | ۲        | ۲        | –      | –    | –      | –    | ۱۲     | ۲      |
| گاندزاسار کاپان | ۲۱–۲۰۲۰                          | لیگ برتر ارمنستان | ۴      | ۰    | ۱        | ۰        | –      | –    | –      | –    | ۵      | ۰      |
| گاندزاسار کاپان | مجموعا                           | مجموعا            | ۲۵     | ۰    | ۵        | ۲        | ۰      | ۰    | ۱      | ۰    | ۳۱     | ۲      |
| مجموع باشگاهی   | مجموع باشگاهی                    | مجموع باشگاهی     | ۱۱۰    | ۷    | ۱۹       | ۲        | ۵      | ۰    | ۱      | ۰    | ۱۳۵    | ۹      |

## تیم ملی
وی همچنین در تیم ملی فوتبال ارمنستان بازی کرده‌است. آصلانیان نخستین و تنها بازی ملی خویش را در چهارچوب یک بازی دوستانه در تاریخ ۴ ژوئن ۲۰۱۷ در [[]] در مقابل سنت کیتس و نویس انجام داده‌است.

## افتخارات

### باشگاهی
- پیونیک
  - لیگ برتر فوتبال ارمنستان: ۱۵–۲۰۱۴
  - جام استقلال ارمنستان: ۱۵–۲۰۱۴، ۱۴–۲۰۱۳، ۱۳–۲۰۱۲
  - سوپر جام فوتبال ارمنستان: ۲۰۱۵

## یادداشت
1. ↑  Uwzględniono: لیگ اروپا – 5 (0)
2. ↑  Uwzględniono: سوپر جام فوتبال ارمنستان – 1 (0)